# Osttimoresisch-zyprische Beziehungen
Die Osttimoresisch-zyprische Beziehungen beschreiben das zwischenstaatliche Verhältnis von Osttimor und Zypern.

## Geschichte
Osttimor und Zypern nahmen am 20. Juni 2002 diplomatische Beziehungen auf.

## Diplomatie
Osttimor unterhält keine diplomatische Vertretung in Zypern.
Zypern verfügt über keine diplomatische Vertretung in Osttimor. Zuständig ist der Hochkommissar Zyperns in Canberra.

## Wirtschaft
Für 2018 gibt das Statistische Amt Osttimors keine Handelsbeziehungen zwischen Osttimor und Zypern an.

## Einreisebestimmungen
Osttimoresen brauchen für den Aufenthalt in der Republik Zypern für 90 Tage kein Visum.